# Arthur Eddington
Sir Arthur Stanley Eddington, (OM, FRS) n. 28 decembrie 1882, Kendal, Anglia, Regatul Unit al Marii Britanii și Irlandei – d. 22 noiembrie 1944, Cambridge, Anglia, Regatul Unit a fost un astrofizician britanic de la începutul secolului al XX-lea. Este cunoscut pentru limita Eddington, limita naturală a luminozității stelelor. Este faimos pentru lucrările sale privind teoria relativității.
A condus expediția astronomică britanică pe insula Príncipe cu scopul de a observa eclipsa de Soare din 29 mai 1919, care a confirmat Teoria relativității generale enunțată de Albert Einstein în 1916.
A susținut teoria conform căreia reacțiile proton-proton sunt reacțiile termo-nucleare (principiul de bază) prin care Soarele și alte stele sunt active și ard.
A inventat conceptul de „săgeata timpului”.